# جون ماسون براون
جون ماسون براون (بالإنجليزية: John Mason Brown)‏ هو كاتب وصحفي أمريكي، ولد في 3 يوليو 1900 في لويفيل في الولايات المتحدة، وتوفي في 16 مارس 1969 في نيويورك في الولايات المتحدة.

## وصلات خارجية
- جون ماسون براون على موقع IMDb (الإنجليزية)
- جون ماسون براون على موقع قاعدة بيانات الفيلم (الإنجليزية)